# Steinbrücken (Dietzhölztal)
Steinbrücken (mundartlich Steebrëgge) ist ein Dorf und als solches ein Ortsteil der Gemeinde Dietzhölztal im mittelhessischen Lahn-Dill-Kreis und trägt seinen Namen nach zwei heute nicht mehr vorhandenen steinernen Brücken, auf denen die Straße Köln-Leipzig in zwei Zügen oberhalb und unterhalb der heutigen Ortschaft die Dietzhölze überquerte. Möglicherweise kann auch Friedrich Steinbrücker (Stenenbruckere), der 1283 als Zeuge für Graf Siegfried von Wittgenstein in einer Urkunde für Kloster Caldern bei Marburg erwähnt wird, mit dem Ort in Verbindung gebracht werden.

## Geographische Lage
Der Ortskern liegt am Osthang der Berge Sasenberg (442,7 m.ü.NN) und Stein (377,2 m.ü.NN) über der Dietzhölze (etwa 330 m.ü.NN). Der höchste Berg in der Gemarkung ist der Homberg (446,4 m.ü.NN)

## Geschichte

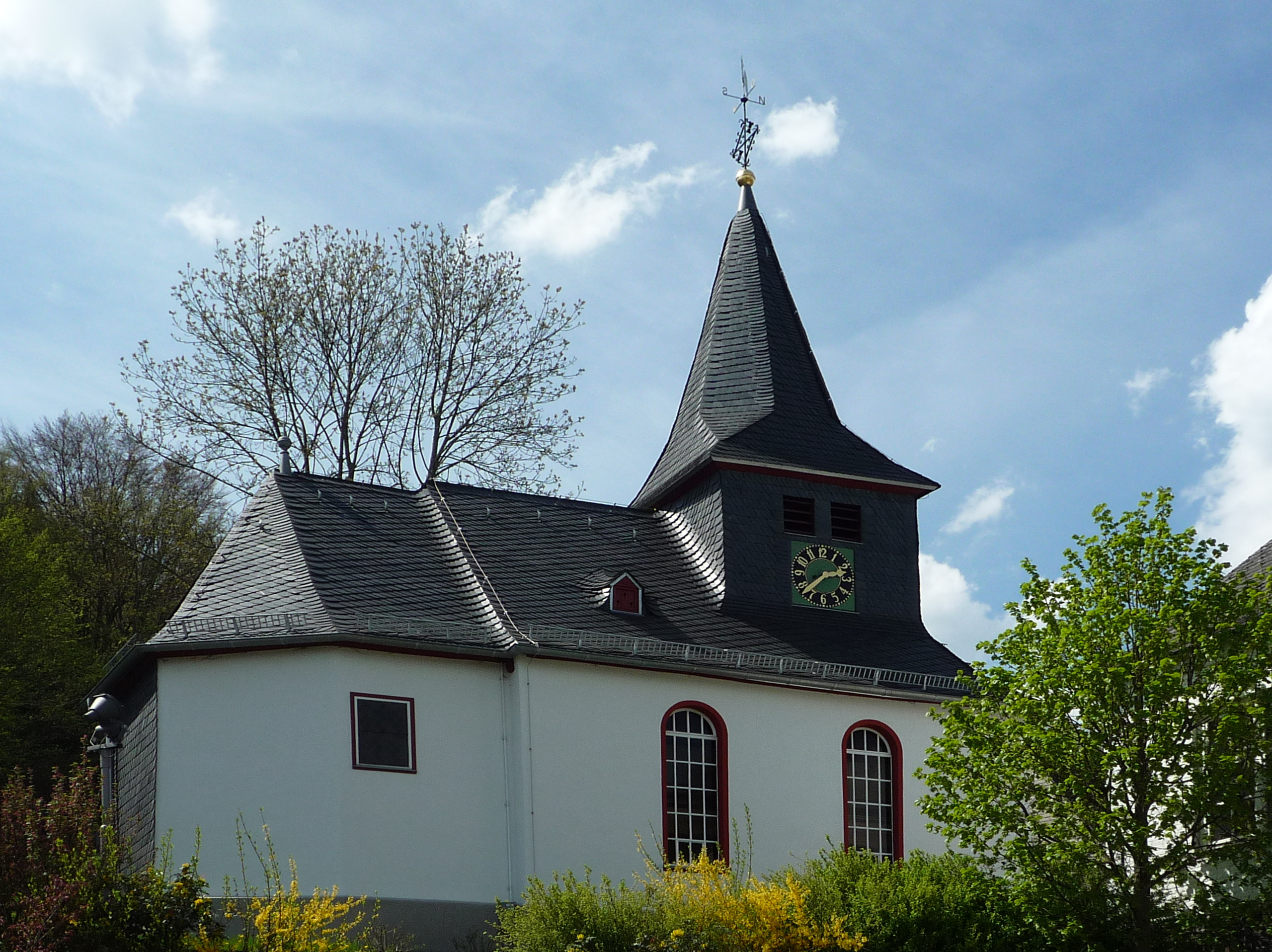
Evangelische Kapelle Steinbrücken

Altes Schulhaus 1911

### Ortsgeschichte
Steinbrücken war ursprünglich Teil der Gemarkung Ewersbach. 1823 erhielt es seine eigene Gemarkung, die aus Flurstücken der umliegenden Dörfer gebildet wurde.
Zum 1. Februar 1971 fusionierten im Zuge der Gebietsreform in Hessen die bis dahin selbständigen Gemeinden Steinbrücken und Ewersbach auf freiwilliger Basis zur neuen Gemeinde Dietzhölztal. Am 1. April 1972 erfolgte die Eingemeindung von Mandeln und am 1. Januar 1977 kraft Landesgesetz die von Rittershausen. Sitz der Gemeindeverwaltung wurde Ewersbach.  Ortsbezirke wurden in der Gemeinde Dietzhölztal nicht gebildet.

### Verwaltungsgeschichte im Überblick
Die folgende Liste zeigt die Staaten bzw. Herrschaftsgebiete und deren untergeordnete Verwaltungseinheiten, in denen Steinbrückenlag:
- vor 1739: Heiliges Römisches Reich, Grafschaft/Fürstentum Nassau-Dillenburg, Amt Ebersbach[7]
- ab 1739: Heiliges Römisches Reich, Fürstentum Nassau-Diez, Amt Ebersbach
- 1806–1813: Großherzogtum Berg, Département Sieg, Arrondissement Dillenburg, Kanton Dillenburg
- 1813–1815: Fürstentum Nassau-Oranien, Amt Ebersbach
- ab 1816: Herzogtum Nassau, Amt Dillenburg
- ab 1849: Herzogtum Nassau, Kreisamt Herborn
- ab 1854: Herzogtum Nassau, Amt Dillenburg
- ab 1867: Norddeutscher Bund[Anm. 1], Königreich Preußen, Provinz Hessen-Nassau, Regierungsbezirk Wiesbaden, Dillkreis
- ab 1871: Deutsches Reich, Königreich Preußen, Provinz Hessen-Nassau, Regierungsbezirk Wiesbaden, Dillkreis
- ab 1918: Deutsches Reich, Freistaat Preußen, Provinz Hessen-Nassau, Regierungsbezirk Wiesbaden, Dillkreis
- ab 1932: Deutsches Reich, Freistaat Preußen, Provinz Hessen-Nassau, Regierungsbezirk Wiesbaden, Landkreis Dillenburg
- ab 1933: Deutsches Reich, Freistaat Preußen, Provinz Hessen-Nassau, Regierungsbezirk Wiesbaden, Dillkreis
- ab 1944: Deutsches Reich, Freistaat Preußen, Provinz Nassau, Dillkreis
- ab 1945: Amerikanische Besatzungszone, Groß-Hessen, Regierungsbezirk Wiesbaden, Dillkreis
- ab 1946: Amerikanische Besatzungszone, Land Hessen, Regierungsbezirk Wiesbaden, Dillkreis
- ab 1949: Bundesrepublik Deutschland, Land Hessen, Regierungsbezirk Wiesbaden, Dillkreis
- ab 1968: Bundesrepublik Deutschland, Land Hessen, Regierungsbezirk Darmstadt, Dillkreis
- ab 1971: Bundesrepublik Deutschland, Land Hessen, Regierungsbezirk Darmstadt, Oberlahnkreis, Gemeinde Dietzhölztal[Anm. 2]
- ab 1977: Bundesrepublik Deutschland, Land Hessen, Regierungsbezirk Darmstadt, Lahn-Dill-Kreis, Gemeinde Dietzhölztal
- ab 1981: Bundesrepublik Deutschland, Land Hessen, Regierungsbezirk Gießen, Lahn-Dill-Kreis, Gemeinde Dietzhölztal

### Bevölkerung
Einwohnerstruktur 2011
Nach den Erhebungen des Zensus 2011 lebten am Stichtag dem 9. Mai 2011 in Steinbrücken 903 Einwohner. Darunter waren 105 (11,6 %) Ausländer.
Nach dem Lebensalter waren 156 Einwohner unter 18 Jahren, 445 zwischen 18 und 49, 177 zwischen 50 und 64 und 165 Einwohner waren älter.
Die Einwohner lebten in 390 Haushalten. Davon waren 126 Singlehaushalte, 105 Paare ohne Kinder und 120 Paare mit Kindern, sowie 33 Alleinerziehende und 9 Wohngemeinschaften. In 75 Haushalten lebten ausschließlich Senioren und in 264 Haushaltungen lebten keine Senioren.
Einwohnerentwicklung
| Steinbrücken: Einwohnerzahlen von 1834 bis 2020 | Steinbrücken: Einwohnerzahlen von 1834 bis 2020 | Steinbrücken: Einwohnerzahlen von 1834 bis 2020 | Steinbrücken: Einwohnerzahlen von 1834 bis 2020 | Steinbrücken: Einwohnerzahlen von 1834 bis 2020 |
| --- | ----------------------------------------------- | ----------------------------------------------- | ----------------------------------------------- | ----------------------------------------------- |
| Jahr |                                                 |                                                 |                                                 | Einwohner                                       |
| 1834 | 1834                                            |                                                 | 239                                             | 239                                             |
| 1840 | 1840                                            |                                                 | 244                                             | 244                                             |
| 1846 | 1846                                            |                                                 | 246                                             | 246                                             |
| 1852 | 1852                                            |                                                 | 245                                             | 245                                             |
| 1858 | 1858                                            |                                                 | 250                                             | 250                                             |
| 1864 | 1864                                            |                                                 | 254                                             | 254                                             |
| 1871 | 1871                                            |                                                 | 255                                             | 255                                             |
| 1875 | 1875                                            |                                                 | 253                                             | 253                                             |
| 1885 | 1885                                            |                                                 | 327                                             | 327                                             |
| 1895 | 1895                                            |                                                 | 368                                             | 368                                             |
| 1905 | 1905                                            |                                                 | 383                                             | 383                                             |
| 1910 | 1910                                            |                                                 | 420                                             | 420                                             |
| 1925 | 1925                                            |                                                 | 501                                             | 501                                             |
| 1939 | 1939                                            |                                                 | 478                                             | 478                                             |
| 1946 | 1946                                            |                                                 | 723                                             | 723                                             |
| 1950 | 1950                                            |                                                 | 756                                             | 756                                             |
| 1956 | 1956                                            |                                                 | 751                                             | 751                                             |
| 1961 | 1961                                            |                                                 | 809                                             | 809                                             |
| 1967 | 1967                                            |                                                 | 931                                             | 931                                             |
| 1970 | 1970                                            |                                                 | 900                                             | 900                                             |
| 1980 | 1980                                            |                                                 | ?                                               | ?                                               |
| 1990 | 1990                                            |                                                 | ?                                               | ?                                               |
| 1999 | 1999                                            |                                                 | 1.066                                           | 1.066                                           |
| 2011 | 2011                                            |                                                 | 903                                             | 903                                             |
| 2013 | 2013                                            |                                                 | 882                                             | 882                                             |
| 2016 | 2016                                            |                                                 | 863                                             | 863                                             |
| 2020 | 2020                                            |                                                 | 802                                             | 802                                             |
| Datenquelle: Historisches Gemeindeverzeichnis für Hessen: Die Bevölkerung der Gemeinden 1834 bis 1967. Wiesbaden: Hessisches Statistisches Landesamt, 1968. Weitere Quellen: LAGIS; nach 1970: Gemeinde Dietzhölztal; Zensus 2011 |                                                 |                                                 |                                                 |                                                 |

Religionszugehörigkeit
| Quelle: Historisches Ortslexikon |                                                                                                  |
| • 1885:                          | 327 evangelische (= 100 %) Einwohner                                                             |
| • 1961:                          | 715 evangelische (= 88,38 %), 85 katholische (= 10,51 %) Einwohner                               |
| • 1999:                          | 719 evangelische (= 67,45 %), 134 katholische (= 12,57 %) und 261 (= 19,98 %) sonstige Einwohner |

## Kultur und Sehenswürdigkeiten
Die Kapelle des Ortes wurde 1709 als Fachwerksbau errichtet.

## Verkehr
Steinbrücken hatte einen Haltepunkt an der Dietzhölztalbahn.

## Persönlichkeiten
- Ferdinand Jacob Jung (1811–1883), Jurist, Hüttenbesitzer und Abgeordneter des Provinziallandtages der Provinz Hessen-Nassau
- Friedrich Jung (1820–1902), Unternehmer und Hüttenbesitzer
- Eberhard Jung (1863–1953), Hüttenbesitzer und Abgeordneter des Provinziallandtages der Provinz Hessen-Nassau